# Genie Get Her New Wish
Genie Get Her Wish es lanzado para la promoción del primer álbum de estudio Christina Aguilera. Se lanzó en formato DVD, incluye presentaciones de Christina cantando su hit Genie in a Bottle, en un conciertos y tras escenarios.

## Cancionero
1. Genie in a Bottle
2. So Emotional
3. Come On Over Baby (All I Want Is You)
4. What a Girl Wants
5. I Turn to You
6. At Last
7. When You Put Your Hands On Me
8. The Christmas Song (Chestnuts Roasting On An Open Fire)

### Incluye
Galería de fotos
Videos Bonus
- Genie in a Bottle
- What a Girl Wants

## Posiciones y certificaciones
| País           | Peak | Certificación | Ventas   |
| -------------- | ---- | ------------- | -------- |
| Estados Unidos | 1    | Platinum      | 200,000+ |

- Datos: Q1932550